# Yuka Tokumitsu
Yuka Tokumitsu (徳光由禾?, Tokumitsu Yuka; Hokkaidō, 2 ottobre 1969) è una doppiatrice giapponese.

## Biografia
Ha iniziato la sua carriera da doppiatrice nel 1997 nell'anime Luna, principessa argentata.
È nota soprattutto per essere la doppiatrice originale di vari personaggi dell'anime Digimon, tra cui Gatomon e di altri Digimon digievoluti come Salamon e Angewomon, oltre a Kiwimon.

## Doppiaggio

### Anime
- Luna, principessa argentata (1997)
- Mack, ma che principe sei? (1998)
- Magica Doremì (1999)
- Digimon Adventure (Gatomon, Salamon e Angewomon, Kiwimon) (1999)
- Digimon Adventure 02 (2000)
- Chobits (2002)
- Pretty Cure (2004)

### Film d'animazione
- Pretty Cure Max Heart 2 - Amici per sempre (2005)
- Eiga Pretty Cure All Stars DX - Minna tomodachi Kiseki no zenin daishūgō! (2009)
- Digimon Adventure tri. (2015)

### Videogiochi
- Densha de Go! (2002)
- Magical Drop F: Daibōken Mo Rakujyanai! (1999): Death, Temperance

### Film
- Destini incrociati (1999)
- Resident Evil (2002)
- Parla con lei (2002)

### Serie televisive
- Nash Bridges

## Doppiatrici italiane
- Laura Romano: Gatomon, Salamon e Angewomon